# Abdullah Khalil
Abdullah Khalil, född 1892(?), död 1970, var regeringschef i Sudan från 5 juli 1956 till 17 november 1958.